# Slag bij White Oak Road
De Slag bij White Oak Road vond plaats op 31 maart 1865 in Dinwiddie County, Virginia tijdens de Amerikaanse Burgeroorlog. Deze slag was de onmiddellijke aanleiding tot een Zuidelijke nederlaag bij de Slag bij Five Forks.
Op 30 maart 1865 stuurde Robert E. Lee versterkingen naar zijn rechterflank om de Noordelijke aanval op te vangen. Generaal-majoor William Henry Fitzhugh Lee's twee cavaleriedivisies werden naar Five Forks gestuurd. Generaal-majoor George Pickett's divisies werden op het uiterste punt van de rechterflank gepositioneerd. Het V korps onder Kemble Warren werden naar voor gestuurd om een lijn in te nemen van Boydton Plank Road, via Dabney Mill Road naar het zuidelijker gelegen Gravelly run. Op 31 maart werd de aanval ingezet om White Oak Road te veroveren. Dit in combinatie met de aanval van Sheridan via Dinwiddie Court House. Hiermee hoopte Warren de communicatielijn tussen Pickett en Lee te verbreken. De noordelijke aanval werd vertraagd door een vernietigende tegenaanval van Bushrod Johnson's brigades. Warren kon zijn positie behouden en stabiliseren. Hij was White Oak Road dicht genoeg genaderd. De Slag bij Five Forks kon beginnen.

## Bron
- National Park Service - White Oak Road